# Secondo la legge
Secondo la legge (По закону, Po zakonu) è un film del 1926 diretto da Lev Vladimirovič Kulešov. Altri titoli del film, che è tratto dal racconto L'imprevisto (The Unexpected) di Jack London, sono Dura lex e Tre.

## Trama
L'azione si svolge durante la corsa all'oro nel Klondike, nell'estremo nord americano, sulle rive del fiume Yukon. Il cercatore d'oro Michael Dennin uccide due suoi compagni e viene bloccato da altri due cercatori, i coniugi Hans ed Edith Nelson, legato e tenuto prigioniero in una capanna in attesa di consegnarlo alla giustizia. Una piena del fiume costringe però i tre a rimanere isolati nella capanna, dove l'assassino, sempre legato in una branda, viene accudito dai due coniugi. Dopo diverse settimane passate in queste condizioni, la situazione diventa insostenibile e lo stesso Dennin chiede ai Nelson di ucciderlo.
Dopo un primo rifiuto, i Nelson si convincono, essendo sempre isolati dalla piena del fiume, di dover giudicare l'assassino "secondo la legge". Costituitisi in giudici di un tribunale, esaminano il caso e, in base alla legge, emettono la sentenza: morte per impiccagione. La sentenza viene eseguita, ma il condannato non muore e i due lo lasciano andar via.

## Analisi e giudizi
Come scrisse successivamente il regista Kulešov, egli aveva inteso «fare un film che fosse un'opera d'arte con un montaggio esemplare, con una recitazione esemplare, con un soggetto forte ed espressivo; fare un vero film a soggetto a un costo minimo: compito d'importanza eccezionale per il cinema sovietico». Per lo sceneggiatore Viktor Šklovskij, il film aveva «superato i limiti di un esperimento», ed era risultato «un'opera che si giustificava da sé».
Le migliori qualità di Secondo la legge sono «l'unità stilistica, il respiro, l'organicità dell'opera», con una composizione di «semplicità e linearità classiche», con inquadrature «di comprensione immediata, senza nulla di superfluo che sviasse l'attenzione dell'azione principale, e tuttavia viva, piena di sole e di aria», senza gli schematismi di opere precedenti di Kulešov.